# Honda Odyssey
Honda Odyssey — переднеприводной либо полноприводной минивэн (MPV по японской классификации) с 3 рядами кресел с 6-7 местами. Производится компанией Honda. Начиная с первого поколения производится в двух разных вариантах для североамериканского и азиатского рынков.

## История
Появился в 1995 году в результате попытки компании Honda занять место на бурно растущем в то время рынке минивэнов. При создании Odyssey первого поколения за основу был взят автомобиль Honda Accord (двигатель, трансмиссия, элементы подвески), выпускался на его производственных мощностях. Хотя в самой компании утверждают, что Odyssey был спроектирован «с чистого листа». Модель была разработана, в основном, под требования североамериканского рынка, имела сравнительно большие габариты и модное в то время управление коробкой передач на руле.
Отличительные особенности — комплектуется исключительно автоматическими трансмиссиями (АКПП и, начиная с 3-го поколения «азиатской» ветви, CVT), имеет острое рулевое управление, низкий центр масс и энергоёмкую подвеску.
Производится в Японии, Китае, США, Канаде по сей день, с левым и правым расположением руля соответственно. На японском рынке так же существуют (либо существовали) вариант Honda Odyssey Prestige (до 2003 года с трёхлитровым двигателем V6), Honda Odyssey Absolute (спортивная версия, выполненная совместно с аффилированным тюнинг-ателье Mugen), а также Honda LaGreat — праворульная версия более крупного североамериканского Odyssey 2-го поколения с передним приводом и двигателем объёмом 3,5 литра. Версия Almas для облегчения посадки людей с ограниченными физическими возможностями имеет сидения, выдвигающиеся из кузова.
В Европе Odyssey 1-го поколения был известен как Honda Shuttle, с 1995 по 1999 годы производился в Великобритании с правым и левым расположением руля, однако большой популярностью не пользовался, поэтому вместо 2-го поколения модели европейскому рынку был предложен меньший по размеру автомобиль Honda Stream.
В результате соглашения компаний Honda и Isuzu об обмене моделями для северо-американского рынка, с 1996 по 1999 годы Odyssey 1-го поколения также продавался компанией Isuzu как модель Oasis. Модель не имела отличий за исключением названия, меньшей стоимости и лучших условий гарантии. Isuzu Oasis широко использовался как такси в Нью-Йорке.
Начиная со 2-го поколения линия моделей Odyssey разделилась на две ветви — «американская» и «азиатская». «Американские» модели выпускаются для рынка США и Канады, а также некоторых стран, традиционно тяготеющих к моделям американского рынка, например, Тайваня. Данные модели получили сдвижные двери второго ряда, существенно увеличенный объём кузова, высокомощные двигатели. Имеют передний привод. В целом, американская ветвь Odyssey стала самостоятельным направлением развития, разрабатывается и производится в Северной Америке, учитывая особенности и предпочтения этого рынка. Имеет мало общего с «азиатской» моделью Odyssey (скорее только название), зато по технологиям родственна моделям Honda Accord (северо-американский), Honda Pilot, Acura MDX. В 2019 году в США Honda Odyssey стала самым продаваемым минивэном.
«Азиатская» ветвь продолжает развитие исходной концепции. Имеет классическую компоновку с распашными дверями, опциональный полный привод. Выпускается в Японии, Китае и продаётся в странах Восточной Азии, Австралии и Океании. Широко представлена в России на рынке подержанных автомобилей, завезённых из Японии.

### Первое поколение
За основу для создания этой модели был взят Accord. Кузов (индексы — RA1, RA2, RA3, RA4, RA5) комплектуется четырьмя дверями и задней подъёмной дверью багажника. Посадочные места (их 6 или 7) расположены в три ряда. В случае необходимости сиденья третьего ряда могут убираться под пол, что значительно повышает уровень комфортности салона. Odyssey, имеющий относительно большую ширину кузова и вместе с тем небольшую высоту, также стал довольно популярен в Японии, находясь в верхних строчках рейтингов продаж. Салон можно было трансформировать — 3-й ряд складывался в пол, а 2-й ряд в 7-местной комплектации складывался вперёд вертикальной «книжкой», что позволяло иметь позади 1-го ряда довольно большое багажное отделение. Запасное колесо находится в салоне, прикрытое чехлом.
В начале выпуска Odyssey комплектовался только рядным 4-цилиндровым двигателем SOHC объёмом 2,2 литра (F22B). В 1997 году во время рестайлинга модели его заменили на 2,3-литровый рядный 4-цилиндровый двигатель SOHC VTEC-E (F23A), а также предложили модификацию Prestige с 3-литровым мотором (J30A). Odyssey выпускался как в передне-, так и в полноприводном варианте, но модификация Prestige оснащалась только передним приводом. Характерной особенностью полного привода автомобиля является отсутствие тоннеля для карданного вала, что даёт ровный пол, вне зависимости от типа привода. Сам тип полного привода аналогичен применявшемуся в Accord и CR-V - Realtime 4WD.
Поскольку автомобиль изначально спроектирован для рынка Северной Америки, управление АКПП было вынесено с помощью рычага на рулевую колонку. Тахометр, на американский манер, также отсутствовал в первых версиях, но в дальнейшем был добавлен.

### Второе поколение
Второе поколение Odyssey явилось развитием и рестайлингом предыдущего. Кузов (индексы — RA6, RA7, RA8, RA9) комплектовался четырьмя распашными дверями + задние «ворота», салон — шестью или семью посадочными местами, расположенными в три ряда. Как и прежде, это поколение Odyssey выпускалось в передне- или полноприводном варианте и оснащалось одним из двух двигателей SOHC VTEC: рядным SOHC VTEC-E 4-цилиндровым объёмом 2,3 литра (F23A) или SOHC VTEC 3-литровым двигателем V6 (J30A). Так же, RA8 и RA9 стали комплектоваться 5ст АКПП.
В 2001 году автомобиль был частично модернизирован. Появилась заниженная модификация Absolute, которая по своим ходовым характеристикам была близка к автомобилям европейского производства.
Из нововведений по сравнению с первым поколением - появился двойной автоматический климат-контроль (передний и задний), вторая печка (для третьего ряда), ксеноновые фары, ступенчатый селектор АКПП на торпедо с функцией S-Matic (ручной выбор передачи). Люк стал прозрачным, но исчезла комплектация со стеклянной задней частью крыши. Общее качество отделки салона было улучшено. Изменилась система трансформации среднего ряда - для более комфортабельных кресел с возможностью сдвига вдоль оси автомобиля. Запасное колесо переместилось под нишу третьего ряда, что сделало пол сзади неровным. Передняя подвеска была изменена для большего комфорта. В задней подвеске появился стабилизатор (на переднеприводных моделях). Была улучшена бортовая электроника - появилась диагностика OBD-II, единый блок управления двигателем и трансмиссией, блок управления периферией (замками, стёклами, зеркалами и так далее), улучшенный блок управления стеклоочистителем. Блок ABS стал полностью интегрирован в тормозную систему. Двигатель J30A прибавил дополнительно 10 л. с., и появилась комплектация с полным приводом и таким мотором.

### Третье поколение
Третье поколение Odyssey, которое начало выпускаться в 2003 году, по популярности не уступало своим предшественникам. Оно было разработано на новой платформе, родственной модели Accord того времени.
Как и прежде, Odyssey был минивэном с 7-ю посадочными местами в три ряда, кузов (индексы — RB1, RB2) которого комплектовался распашными дверями и задними «воротами». Но в рамках усовершенствования модели с учётом запросов рынка его высота была несколько уменьшена до 1550 мм. Это повлияло на удобство парковки, позволив владельцам парковаться не только на обычных городских стоянках, но и на характерных для Японии 2-ярусных стоянках, где существуют ограничения по высоте. Чтобы уменьшить высоту автомобиля без потери комфортабельности, Honda применила новые технологии, позволяющие опустить пол, что уже было использовано на Honda Fit. Также был спроектирован совершенно новый топливный бак и усовершенствована подвеска — она стала прочнее и компактнее. Сидения 3-го ряда стали автоматически убираться под пол. За счёт того, что высота автомобиля уменьшилась, он приобрёл более агрессивный внешний вид, сравнившись со спортивными универсалами.
Автомобиль получил по сравнению с предыдущим поколением множество современных нововведений. Так же как и во втором поколении модели, была разработана спортивная модификация Absolute, на которой использовались 17-дюймовые колёсные диски.
Odyssey 3-го поколения оснащался только рядным 4-цилиндровым двигателем DOHC VTEC объёмом 2,4 л (K24A) и имел ходовые характеристики скорее спортивные, а не характерные для минивэнов. Всего предлагалось две версии мотора - 160 л. с. и 200 л. с. - версия Absolute (для полноприводных вариантов мощность уменьшена до 190л. с.). В качестве трансмиссии использовались CVT для переднего привода и 5-ст АКПП для полного, но Absolute комплектовались только ступенчатой АКПП независимо от типа привода.  

### Четвёртое поколение
Четвёртое поколение Odyssey появилось в результате рестайлинга предыдущего, как было ранее со 2-м поколением. Индексы кузовов — RB3, RB4. Были улучшены ходовые характеристики, добавлены новые возможности оснащения, изменён дизайн. Двигатели остались те же, но стали большей мощности. Так, мощность 2,4-литрового двигателя минивэна достигает 173 л. с. (127 кВт) при 6000 об./мин., максимальный крутящий момент составляет 22,6 кг/м (222 Н·м) при 4300 об./мин. По-прежнему производится «спорт-минвэн» Odyssey Absolute, с более аэродинамическими кузовными элементами и 18-дюймовыми литыми дисками (стоковый размер 16 дюймов) и более мощные двигатели. Мощность двигателя переднеприводного Odyssey Absolute — 206 л. с. (151 кВт) и крутящий момент 7000 об./мин. и 23,7 кг-м (232 Н·м) при 4300 об./мин., у полноприводной версии мощность и крутящий момент ненамного ниже.
Приборная панель — двухуровневая, измерительные приборы оснащены 3D-подсветкой, управление различными системами (аудио, навигация, климат-контроль) интуитивно понятно, передние сидения выполнены из уникального влагостойкого материала, регулировка рулевого колеса может осуществляться в двух направлениях.
В салоне Honda Odyssey могут разместиться 7 человек (полная высота автомобиля — всего 1545 мм). Изменив конструкцию кузова под вторым рядом сидений, удалось выделить дополнительные 40 мм для ног и 20 мм для колен пассажиров третьего ряда. Боковые пассажирские места второго и третьего ряда сдвинуты к центру — таким образом всем можно без помех смотреть вперёд.
Из систем безопасности и помощи в управлении можно отметить системы динамического круиз-контроля, предотвращения выезда из полосы движения, курсовой устойчивости, действующей и на рулевое управление, помощи при парковке и при выезде с перекрёстков.

### Пятое поколение
Пятое поколение японского минивэна Honda Odyssey отпраздновало официальный дебют в ноябре 2013 года на подмостках международного Токийского автосалона. Машина оснащается бензиновым мотором объёмом 2,4 литра мощностью 190 л. с. и вариатором. В штатное оснащение Odyssey входят передние подушки безопасности, системы ABS, EBD, BAS, ремни безопасности с ограничителями нагрузки и преднатяжителями. Новая концепция безопасности автомобиля включает в себя: активную тормозную систему, работающую совместно с микроволновым радаром, систему слежения за полосой движения, систему предотвращения столкновения, адаптивный круиз-контроль, который автоматически контролирует расстояние между транспортными средствами.

#### Рестайлинг
После рестайлинга в 2016 году в гамме двигателей появилась версия Hybrid с 2-литровой «четвёркой», вариатором, литий-ионной батареей и двумя электромоторами — один служит генератором, второй тяговый.